# 아리스티드 브뤼앙

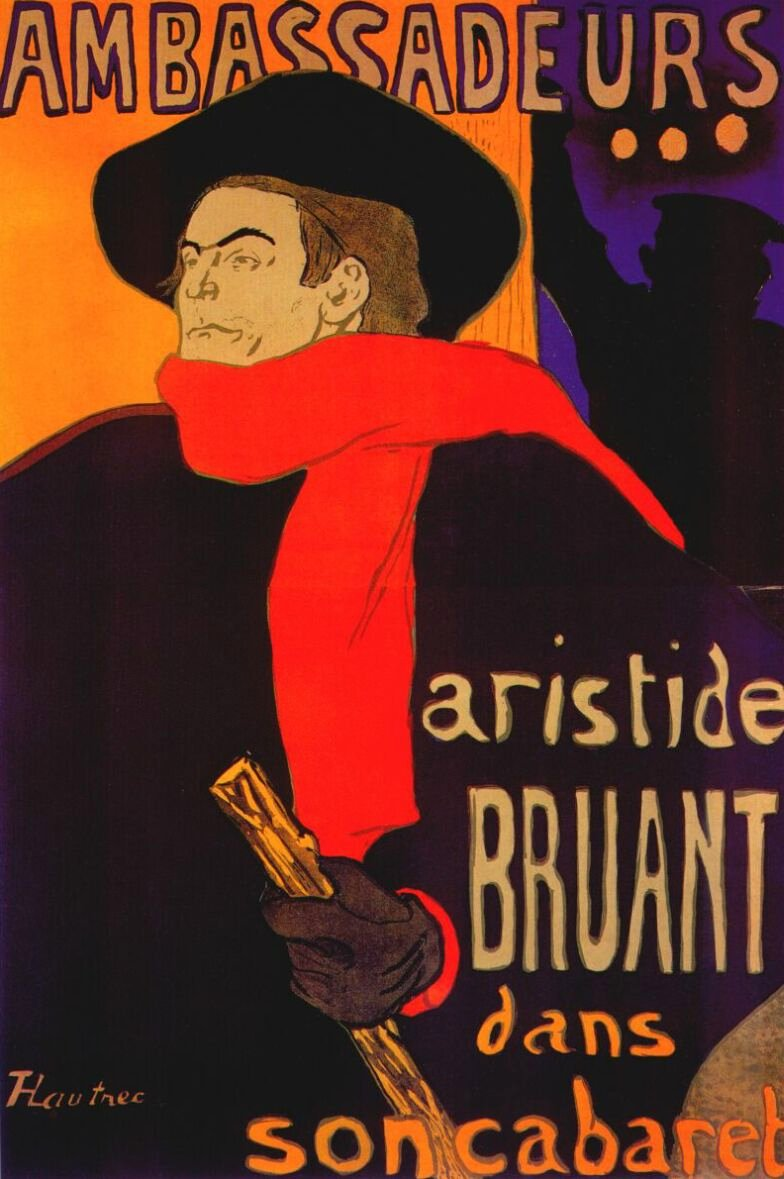
1892년 포스터

아리스티드 브뤼앙(Aristide Bruant, 1851년 5월 6일 ~ 1925년 2월 11일)은 베르 에포크를 중심으로 활약한 위대한 샹송가수이다.
쿠르트네에서 농부의 아들로 태어났다. 17세 때 가족과 함께 파리로 이주, 하층계급의 사람들 틈에 섞이면서 그 비참한 생활을 노래로 만들었다. 카바레 '검은 고양이'와 '미르리통'을 중심으로 샹송 리얼리스트의 스타일을 확립시켜 오늘날의 샹송의 기초를 닦은 공적은 참으로 크다.

## 노래
- Nini Peau d'Chien
- A la Bastille
- A la Villette
- Meunier tu es cocu
- A Batignolles
- Serrez Vos Rangs
- A la Roquette
- La chanson des Michetons
- A Poissy
- A la Place Maubert
- Les petits joyeux
- Belleville-Menilmontant
- La Greviste
- Le Chat Noir
- Les Mômes de la Cloche